# Fußball-Verbandsliga Mecklenburg-Vorpommern 2025/26
Die Saison 2025/26 wird die 35. Spielzeit der Verbandsliga Mecklenburg-Vorpommern und die achtzehnte als sechsthöchste Spielklasse im Fußball der Männer in Deutschland sein. Sie wird die höchste Spielklasse in Mecklenburg-Vorpommern sein.
In dieser Saison soll regulär der Meister in die Oberliga Nordost aufsteigen. Bei Verzicht des Meisters sind als Nachrücker auch der Zweit- und Drittplatzierte aufstiegsberechtigt. In die Landesliga steigen die beiden letztplatzierten Mannschaften ab.

## Teilnehmende Mannschaften
Diese Mannschaften sind für die Verbandsliga Mecklenburg-Vorpommern 2025/26 qualifiziert.
- FSV Bentwisch
- Greifswalder FC II
- Güstrower SC 09
- FSV Kühlungsborn
- Malchower SV
- 1. FC Neubrandenburg 04
- MSV Pampow
- SV Pastow
- Penzliner SV
- FC Förderkader René Schneider Rostock
- SV Hafen Rostock
- Rostocker FC (A)  ▼
- FC Schönberg 95
- FC Mecklenburg Schwerin
- SV Warnemünde

(A) – Absteiger aus der Oberliga Nordost 2024/25

Keine Mannschaft kommt aus dem Landkreis Vorpommern-Rügen.

## Saisonverlauf
Die Saison soll am 15. August 2025 mit der Begegnung FSV Bentwisch gegen den Malchower SV eröffnet werden. Vom 21. Dezember 2025 bis zum 19. Februar 2026 ist eine Winterpause vorgesehen. Der letzte Spieltag soll am 13. Juni 2026 stattfinden.

## Statistik

### Tabelle
| Pl.                     | Verein                        | Sp. | S | U | N | Tore    | Diff. | Punkte |
| ----------------------- | ----------------------------- | --- | - | - | - | ------- | ----- | ------ |
| 1.                      | Rostocker FC (A)              | 0   | 0 | 0 | 0 | 000:000 | ±0    | 0      |
| 2.                      | SV Pastow                     | 0   | 0 | 0 | 0 | 000:000 | ±0    | 0      |
| 3.                      | FC Mecklenburg Schwerin       | 0   | 0 | 0 | 0 | 000:000 | ±0    | 0      |
| 4.                      | Malchower SV                  | 0   | 0 | 0 | 0 | 000:000 | ±0    | 0      |
| 5.                      | 1. FC Neubrandenburg          | 0   | 0 | 0 | 0 | 000:000 | ±0    | 0      |
| 6.                      | Penzliner SV                  | 0   | 0 | 0 | 0 | 000:000 | ±0    | 0      |
| 7.                      | FC Schönberg 95               | 0   | 0 | 0 | 0 | 000:000 | ±0    | 0      |
| 8.                      | SV Hafen Rostock              | 0   | 0 | 0 | 0 | 000:000 | ±0    | 0      |
| 9.                      | Güstrower SC 09               | 0   | 0 | 0 | 0 | 000:000 | ±0    | 0      |
| 10.                     | MSV Pampow                    | 0   | 0 | 0 | 0 | 000:000 | ±0    | 0      |
| 11.                     | FSV Bentwisch                 | 0   | 0 | 0 | 0 | 000:000 | ±0    | 0      |
| 12.                     | FSV Kühlungsborn              | 0   | 0 | 0 | 0 | 000:000 | ±0    | 0      |
| 13.                     | FC Förderkader René Schneider | 0   | 0 | 0 | 0 | 000:000 | ±0    | 0      |
| 14.                     | Greifswalder FC II            | 0   | 0 | 0 | 0 | 000:000 | ±0    | 0      |
| 15.                     | SV Warnemünde                 | 0   | 0 | 0 | 0 | 000:000 | ±0    | 0      |
| Stand: Vor Saisonbeginn |                               |     |   |   |   |         |       |        |

Platzierungskriterien: 1. Punkte – 2. Tordifferenz – 3. geschossene Tore

| (A) | Absteiger aus der Oberliga Nordost 2024/25 |